# Leonor Pérez Pita
Leonor Pérez Pita, conocida como Cuca Solana, (Madrid, 9 de abril de 1940 – Ibídem, 13 de marzo de 2019) fue la creadora de la Pasarela Cibeles de Madrid en 1986 y su directora durante treinta años.

## Trayectoria
Dedicó su vida a la moda, pero antes de entrar en esa industria ejerció como profesora y trabajó como traductora de inglés. En 1975, ingresó en la Unión General de Trabajadores (UGT) y, un año más tarde, en 1976, se afilió al Partido Socialista Obrero Español (PSOE).
En 1983, después de que el primer gobierno de Felipe González ordenara la expropiación de Rumasa y nombrara a su marido, Luis Solana, presidente de la compañía Telefónica, Pérez entró a trabajar en los grandes almacenes Galerías Preciados sustituyendo a María Vidaurreta. Se incorporó asumiendo el cargo de subdirectora general y como responsable del área de Nuevos creadores, realizando labores de relaciones públicas, prensa y de compras. En esta área se encontraban diseñadores como Manuel Piña, Paco Casado, Nacho Ruiz y Francis Montesinos. Su objetivo durante esta época fue dar notoriedad a la moda española, para lo que organizó diversos desfiles de estos nuevos creadores en Madrid y Barcelona.
En febrero de 1985, la Comunidad de Madrid quiso contar con Pérez en el Comité de Moda organizador para la puesta en marcha de la conocida como Pasarela Cibeles (nombre que mantuvo hasta 2011, cuando pasó a llamarse la Mercedes-Benz Fashion Week Madrid, MBFWM). En abril de 1986, asumió la dirección de cara a la segunda edición de la pasarela en septiembre del mismo año, cuando trasladaron los desfiles a la Casa de Campo de Madrid. Ocupó ese cargo ininterrumpidamente durante treinta años y habiendo realizado un total de 62 ediciones del encuentro. Durante ese tiempo, más de 300 diseñadores españoles presentaron sus colecciones en la pasarela, un evento que fue ampliamente cubierto por la prensa internacional desde su primera edición.
Pérez fue pionera en la toma de conciencia sobre el índice de masa corporal de las modelos que participaban en la pasarela. Se preocupaba por la imagen de estas profesionales y las medía y pesaba para que todas entraran dentro de unos parámetros saludables. Su empeño en apoyar a los jóvenes creadores hizo que, en 2006, Ifema pusiera en marcha la pasarela EGO que sirvió como herramienta fundamental en la renovación generacional de la industria de la moda en España.
En noviembre de 2016, después de treinta años en el cargo, Pérez dejó la dirección de la pasarela Cibeles en manos de la periodista Charo Izquierdo, aunque siguió vinculada a la MBFWM y ejercía como presidenta de su Comité de Moda, un órgano integrado por un grupo de expertos que asesora en diferentes ámbitos a la principal pasarela de moda en España.

## Reconocimientos
En 1985, al poco tiempo de llevar la subdirección general de Galerías Preciados, Pérez fue nombrada Lady España y el aristócrata Jaime de Mora fue quien le puso la corona. Este título, por el que competía con Naty Abascal y que lo había tenido anteriormente María Vidaurreta, se otorga a las protagonistas de revistas del corazón con perfiles diversos y relevantes de la vida pública, como actrices, cantantes, presentadoras, aristócratas, miembros de la jet set. Tras este nombramiento, el Ayuntamiento de Nerja (Málaga) le impuso el escudo de oro de la villa.
En diciembre de 2018, Pérez recibió de la reina Letizia Ortiz el Premio Nacional a la Promoción en la Industria de la Moda, que entrega anualmente el Ministerio de Industria, Comercio y Turismo, por su "papel destacado en la difusión de la industria de la moda española, consiguiendo reconocimiento social y promoción mundial".